# Ford Puma (1997)
Ford Puma – samochód sportowy klasy subkompaktowej  produkowany pod amerykańską marką Ford w latach 1997–2002.

## Historia i opis modelu

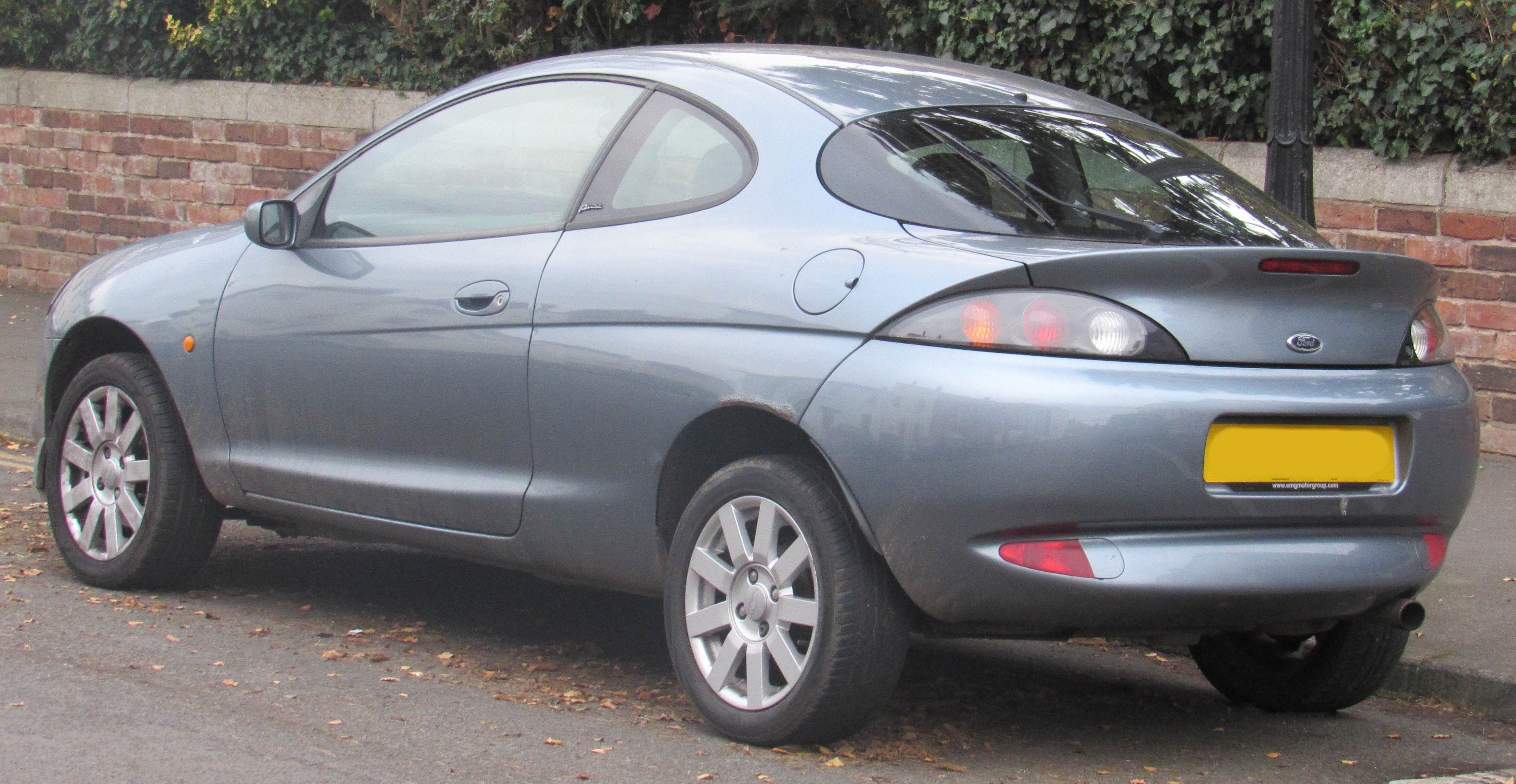
Ford Puma - tył

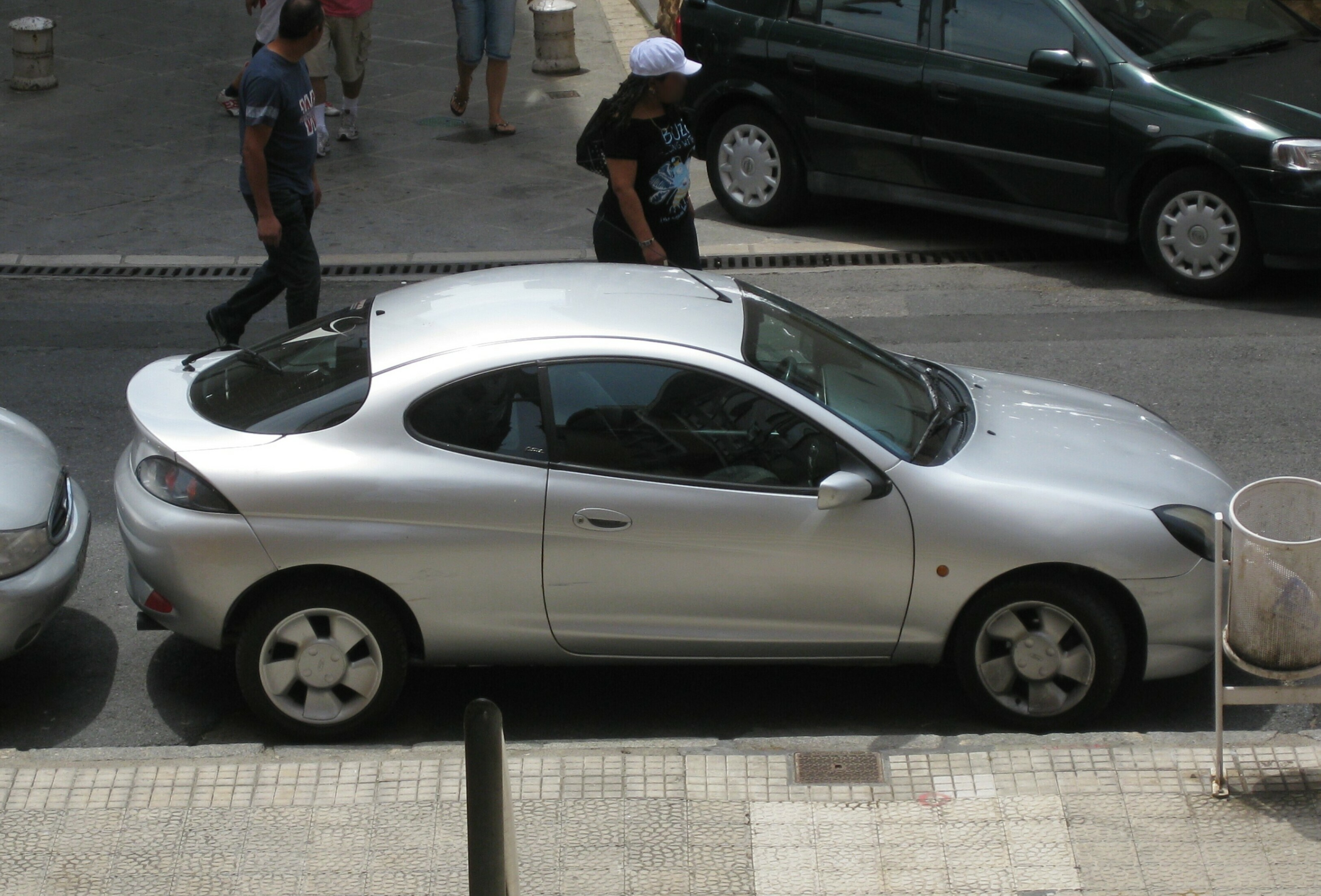
Ford Puma - sylwetka

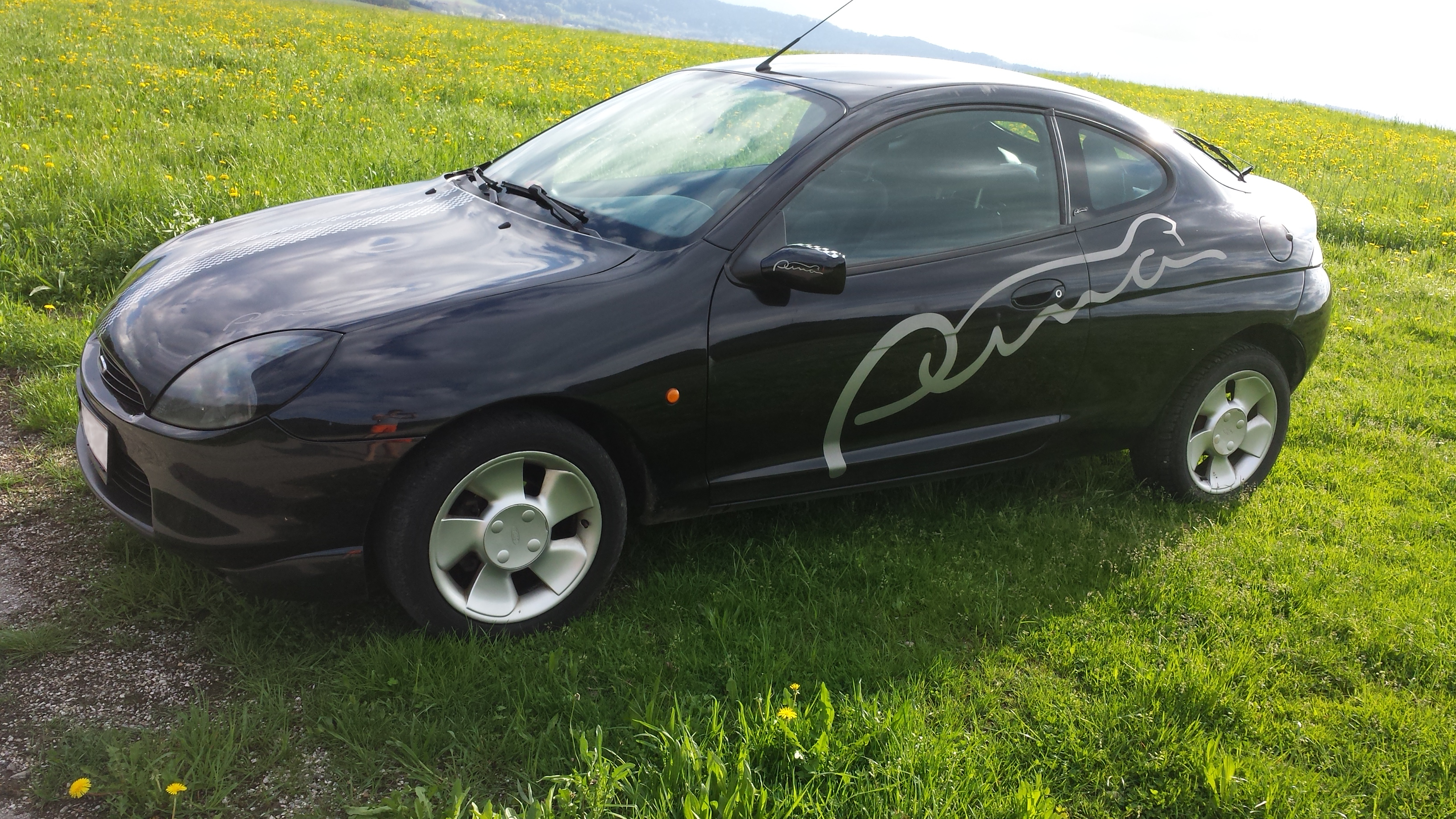
Ford Puma z okleiną nadwozia

Pojazd po raz pierwszy zaprezentowano podczas międzynarodowych targów motoryzacyjnych w Genewie w marcu 1997 roku. Ford Puma został opracowany przez europejski oddział Forda jako model przeznaczony wyłącznie na ten rynek.
Do opracowania niewielkiego, 3-drzwiowego coupe pozycjonowanego wielkością poniżej innego sportowego auta Forda modelu Cougar producent wykorzystał platformę Forda Fiesty. Mierząca nieco ponad 3,94 metra Puma plasowała się wymiarowo jako konkurent podobniej wielkości Opla Tigry (auta poprzedniej generacji), a także japońskich konstrukcji Mazdy i Hondy.
Pod kątem technicznym, tylko wybrane podzespoły zostały zapożyczone z bratniej Fiesty. Ze względu na sportowy charakter modelu, Ford Puma otrzymał całkowicie przeprojektowane zawieszenie m.in. jako niezależne typu MacPherson, stosuje również inne elementy zawieszenia.
Stylistyka Forda Pumy uzyskała indywidualny charakter, którego cechą były typowe dla Fordów z przełomu XX i XXI wieku owalne linie i opływowe kształty, zgodne z kierunkiem stylistycznym New Edge. Odpowiednio do stylu nadwozia dobrana została forma przednich reflektorów soczewkowych oraz tylnych świateł zespolonych, których krawędzie składają się z fragmentów przecinających się elips.
W czteromiejscowej kabinie pasażerskiej zastosowano nisko umiejscowione fotele w standardzie 2x2 (2 miejsca z przodu i 2 miejsca z tyłu), a także deskę rozdzielczą zapożyczoną w pokrewnego modelu Fiesta, z pewnymi modyfikacjami takimi jak chromowane wstawki, białe cyferblaty zegarów tablicy wskaźników z czerwonymi wskazówkami i zielonym podświetleniem. Charakterystycznymi dla Pumy cechami w tym miejscu stała się także m.in. aluminiowa gałka zmiany biegów. Nadwozie zaprojektowano w całości przy użyciu komputerów i zaawansowanego oprogramowania inżynierskiego umożliwiającego przeprowadzenie niezliczonej liczby symulacji. Zastosowana w Pumie pełna łuków karoseria, pozwoliła na znaczące zwiększenie wytrzymałości nadwozia i uzyskanie jednego z najniższych współczynników oporu powietrza w swojej klasie - wynoszącego 0,346.

### Sprzedaż
Podczas stosunkowo krótkiego okresu produkcyjnego zbudowano około 133 000 pum. W szczytowym momencie 52 950 było zarejestrowanych w samej tylko Wielkiej Brytanii. W pierwszym kwartale 2021 roku w Wielkiej Brytanii było zarejestrowanych 8742 tych pojazdów.

### Wersje wyposażeniowe

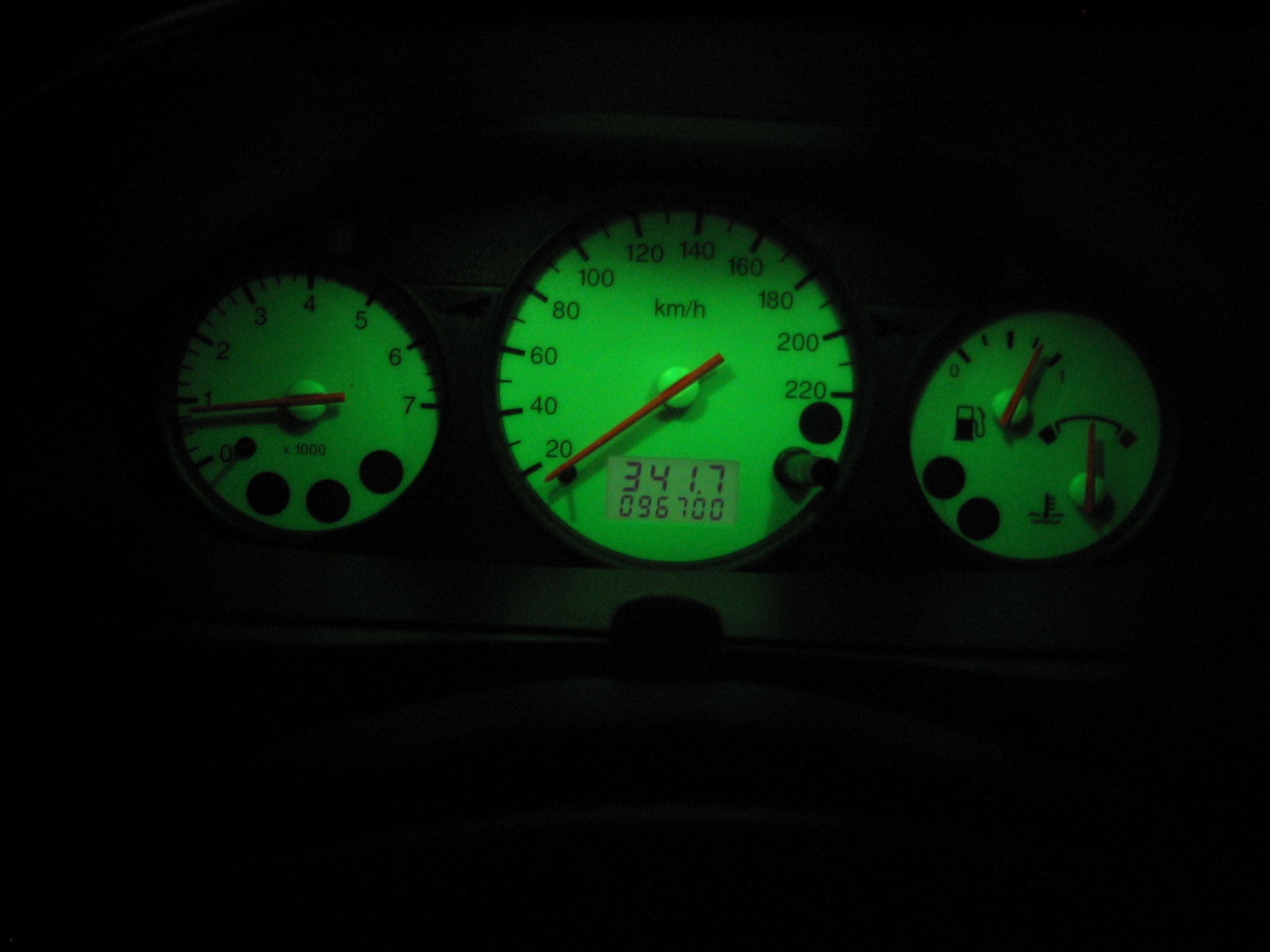
Ford Puma - podświetlenie zegarów

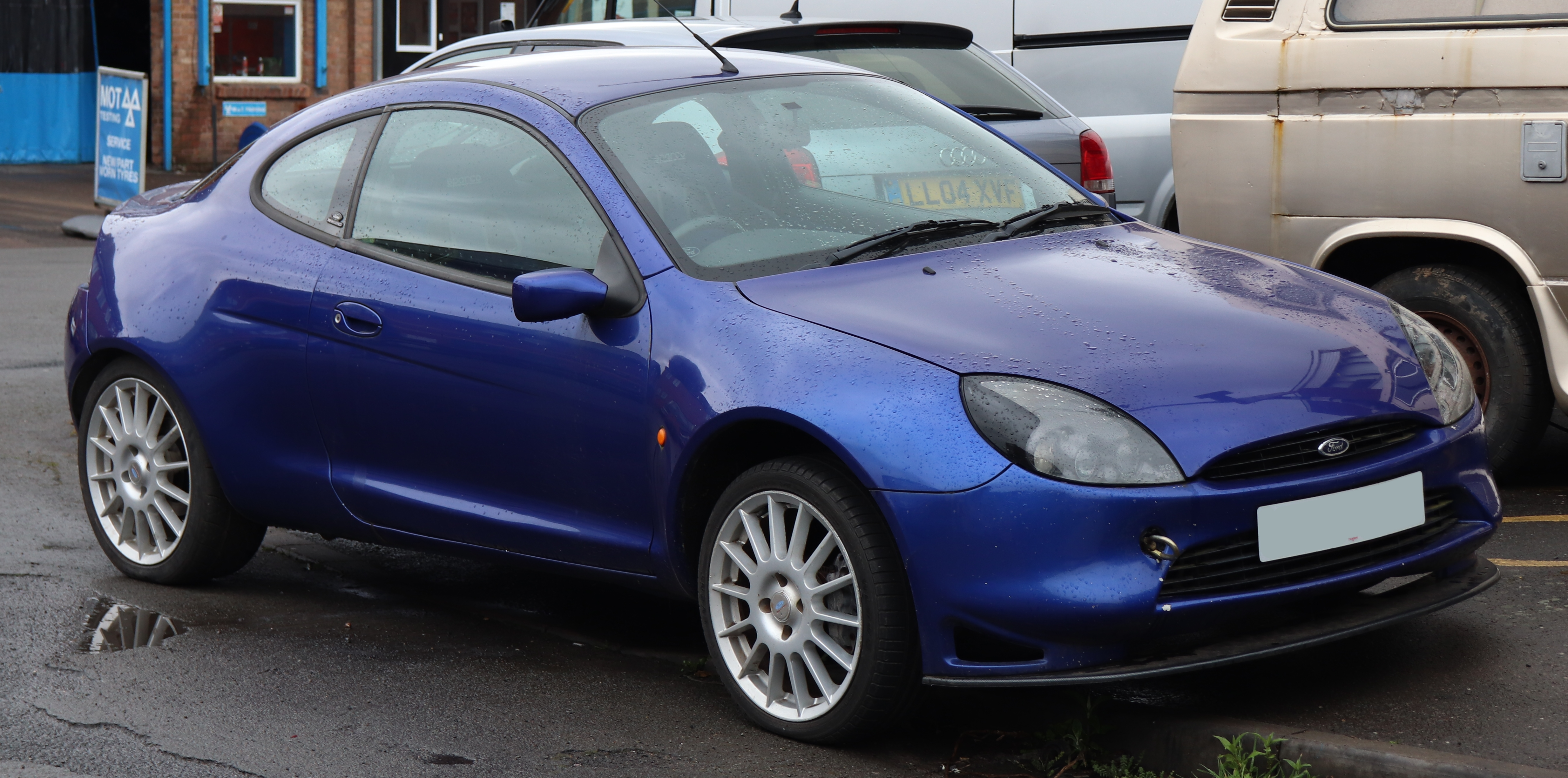
Ford Puma Racing

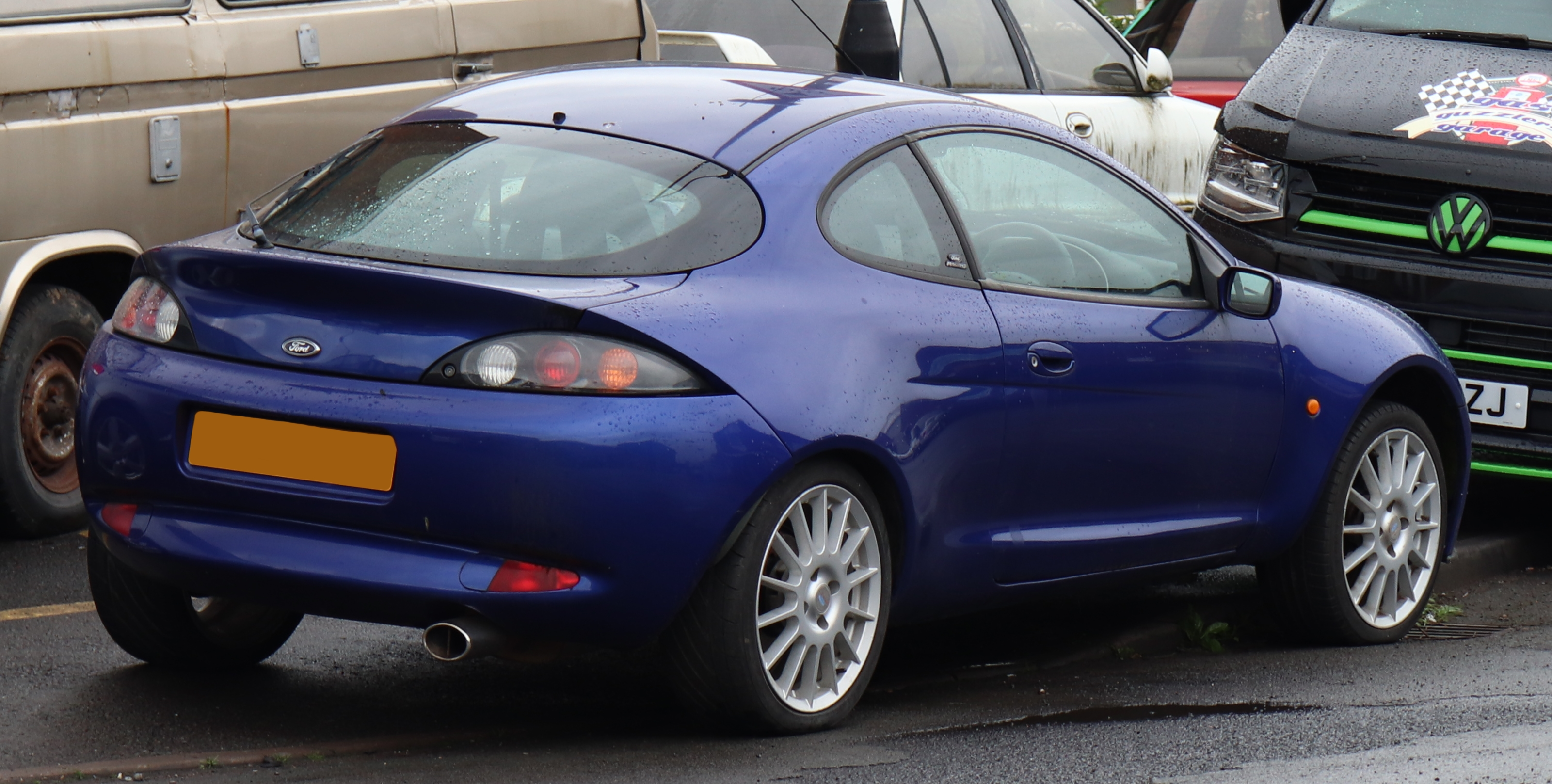
Ford Puma Racing - tył

#### Podstawowe
Standardowe wyposażenie pojazdu obejmowało m.in.
- Systemy bezpieczeństwa:  ABS, ASR, 1 lub 2 poduszki powietrzne, samonapinające się pasy bezpieczeństwa, sygnalizacja niezapięcia pasa bezpieczeństwa oraz niedomknięcia drzwi
- Systemy bezpieczeństwa przed kradzieżą: autoalarm, immobilizer, zabezpieczenie antykradzieżowe systemu radiowego (radioodtwarzacz na kod oraz niemożliwość uruchomienia silnika bez zdejmowalnego panelu radia), blokada kierownicy
- Systemy ułatwiające użytkowanie pojazdu: elektryczne sterowanie szyb, elektryczne sterowanie lusterek, klimatyzacja, centralny zamek z pilotem,  wspomaganie układu kierowniczego, podgrzewana tylna szyba oraz lusterka boczne (część egzemplarzy posiadała również ogrzewaną przednią szybę), przyciemniane szyby, elektroniczna regulacja reflektorów z poziomu kierowcy, radioodtwarzacz kasetowy (do 1998 roku) oraz CD (od 1998 roku), cyfrowy zegarek, felgi aluminiowe 6Jx15 z niskoprofilowymi oponami 195/50 R15.

#### Specjalne
- Black – nadwozie w czarnym kolorze Panther Black Metallic, skórzana tapicerka, 15 calowe felgi aluminiowe F1, malowane na czarno zaciski hamulców
- Millenium – nadwozie w żółtym kolorze India Yellow, skórzana tapicerka, fotele Recaro(inne języki), 15 calowe felgi aluminiowe 9-ramienne[11]
- Futura - 15 calowe felgi aluminiowe 9-ramienne, nowszy model radioodtwarzacza CD (Ford 6000 CD), skórzana tapicerka jedno lub dwukolorowa, fotele Recaro
- Thunder – nadwozie w kolorze Thunder Grey metallic, skórzana tapicerka, radioodtwarzacz z CD ze zmieniarką na 6 płyt, nowy wzór 15 calowych aluminiowych felg (15-ramienny wzór)
- Racing Puma – nadwozie w kolorze Ford Racing Blue metallic, poszerzone błotniki i tylny zderzak, dodatkowe wloty powietrza osłonięte czarną siatką, nowy wzór 17 calowych aluminiowych felg (7,5x17, 14-szprychowe felgi firmy MiM; opony 215/40 R17), fotele Sparco, aluminiowe nakładki na pedały Sparco(inne języki), zmodyfikowany silnik (moc 157 KM) i zawieszenie[12]

Na rynku istnieją także dostępne wersje tuningowane podzespołów dla Forda Pumy jak np. hamulce Brembo, system nitro Nitrous Oxide Systems (NOS), podzespoły wyścigowe Sparco, Eibach czy amortyzatory KONI.

### Silniki

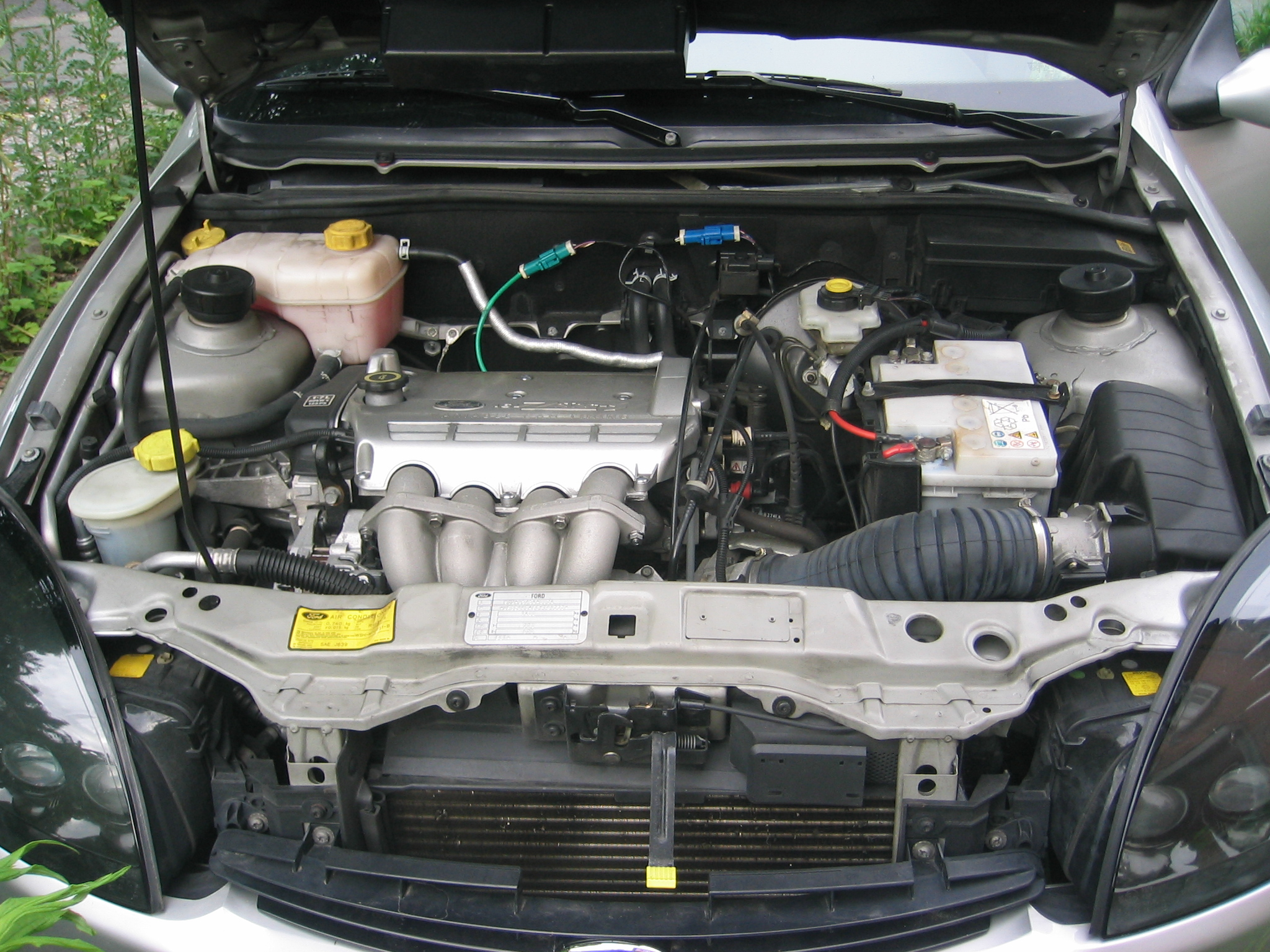
Ford Puma - komora silnika

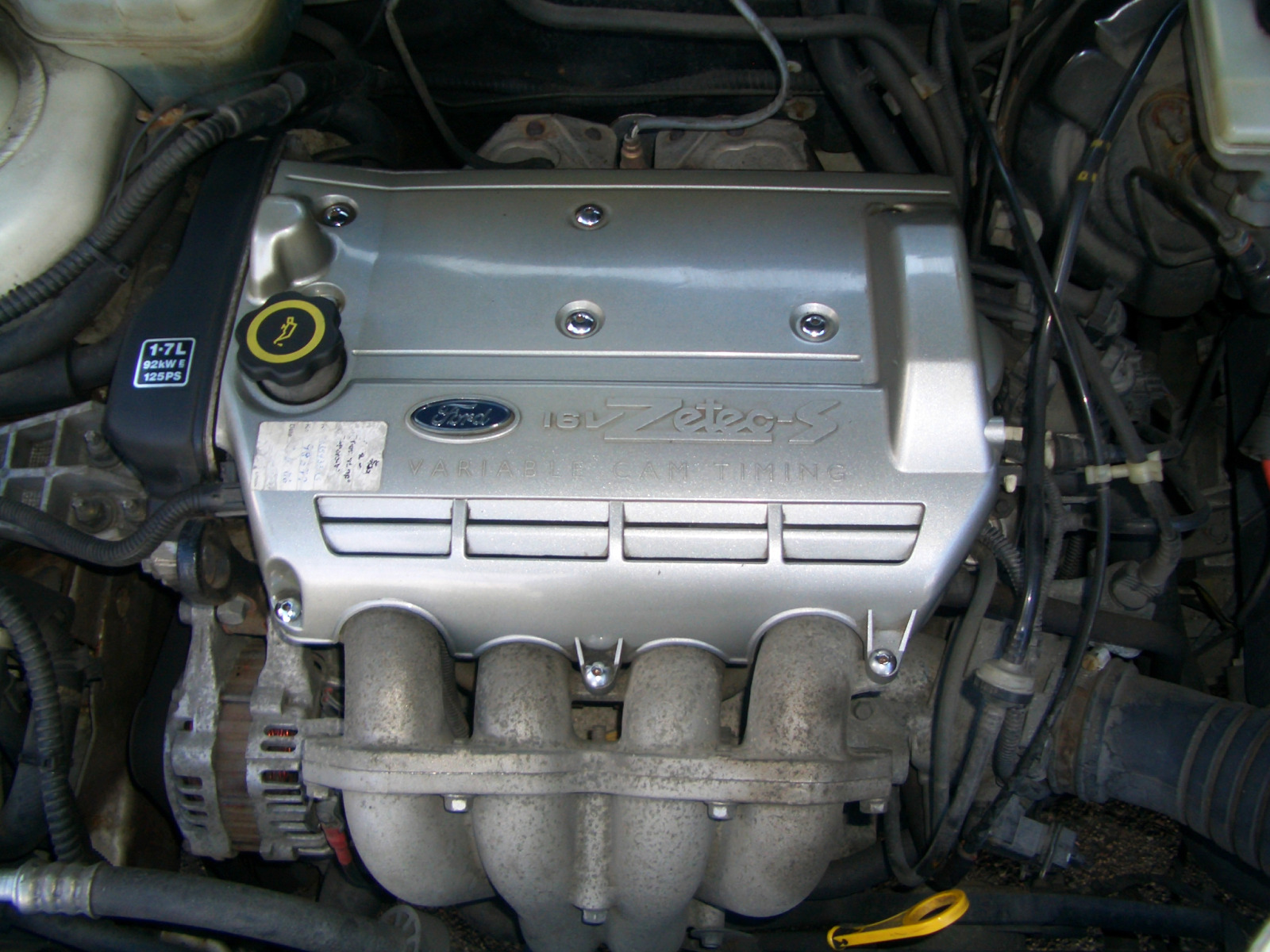
Silnik Zetec-SE 1,7

W Pumie wykorzystano wysokoobrotowe czterocylindrowe 16-zaworowe (16V) silniki benzynowe typu Ford Zetec-S (Zetec-SE), które opracowano we współpracy z Yamahą. Są to silniki DOHC („twin cam”) z dwoma wałkami rozrządu, przypadającymi na jeden rząd cylindrów. Silniki te różnią się od opracowanych w Europie większych pojemnościowo (1.8-2.0) silników Zetec m.in. w pełni aluminiowym blokiem i głowicami, podporami wału wykonanymi jako jeden element czy korbowodami wykonanymi przy użyciu techniki spiekania proszków, co dało bardzo lekki silnik. W celu jeszcze dalszego zredukowania wagi silnika, pokrywa zaworów została wykonana z magnezu oraz kolektor dolotowy z tworzywa sztucznego.
Silniki mają pojemność 1,4; 1,6 i 1,7 l, moc od 90 do 157 koni mechanicznych (220 KM w rajdowej wersji S1600) oraz sekwencyjny wielopunktowy wtrysk paliwa (MPI) sterowany elektronicznie i udoskonalony sterownik silnika EEC-V, dzięki czemu udało się osiągnąć precyzyjniejszy dobór mieszanki paliwowo-powietrznej.
Topowy silnik 1,7 jest wyposażony w zmienne fazy rozrządu (VCT) na wałku dolotowym. Ford Puma ma zbliżone spalanie do samochodów subkompaktowych.
| Silnik:                            | Układ zasilania:           | Moc maksymalna: | Maks. moment obrotowy: | Przyśpieszenie (0-100 km/h): | Prędkość maks. (V-max): |
| ---------------------------------- | -------------------------- | --------------- | ---------------------- | ---------------------------- | ----------------------- |
| R4 1,4 l (1388 cm³) 16V, DOHC      | wtrysk wielopunktowy (MPI) | 90 KM (66 kW)   | 125 N•m                | 11,9 s                       | 180 km/h                |
| R4 1,6 l (1596 cm³) 16V, DOHC      | wtrysk wielopunktowy (MPI) | 103 KM (76 kW)  | 145 N•m                | 10,1 s                       | 190 km/h                |
| R4 1,7 l (1679 cm³) 16V, DOHC, VCT | wtrysk wielopunktowy (MPI) | 125 KM (92 kW)  | 157 N•m                | 9,2 s                        | 203 km/h                |
| R4 1,7 l (1679 cm³) 16V, DOHC, VCT | wtrysk wielopunktowy (MPI) | 157 KM (114 kW) | 162 N•m                | 7,9 s                        | 220 km/h                |
| R4 1,6 l (1564 cm³) 16V, DOHC      | wtrysk wielopunktowy (MPI) | 220 KM (160 kW) | 190 N•m                | b/d                          | b/d                     |

## Nagrody
- 1997 – Top Gear – samochód roku[20][1]
- 1999 – Design Council(inne języki) Millennium Products – nagroda za „pierwszy Ford w Wielkiej Brytanii zaprojektowany wyłącznie na komputerze i w rekordowym czasie”
- 2001 – What Car?(inne języki) – sportowe auto roku[1]
- 2004 – What Car?(inne języki) – najlepsze sportowe auto poniżej £10,000[21]

## Rajdy

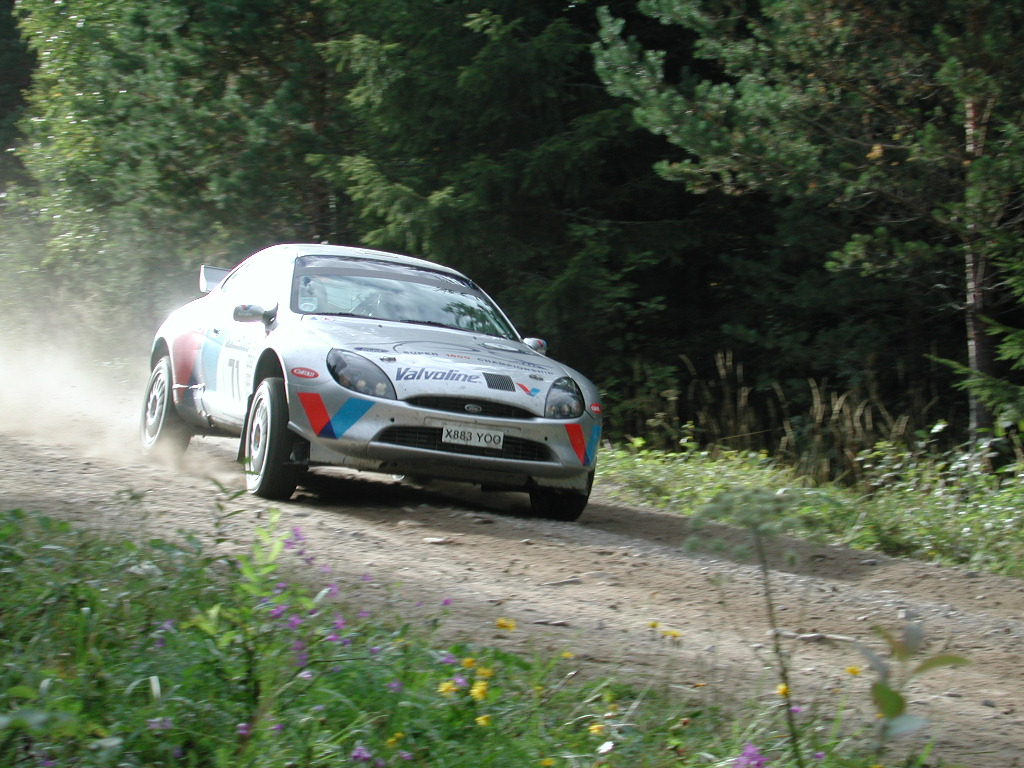
Ford Puma podczas rajdowych mistrzostw świata (WRC)

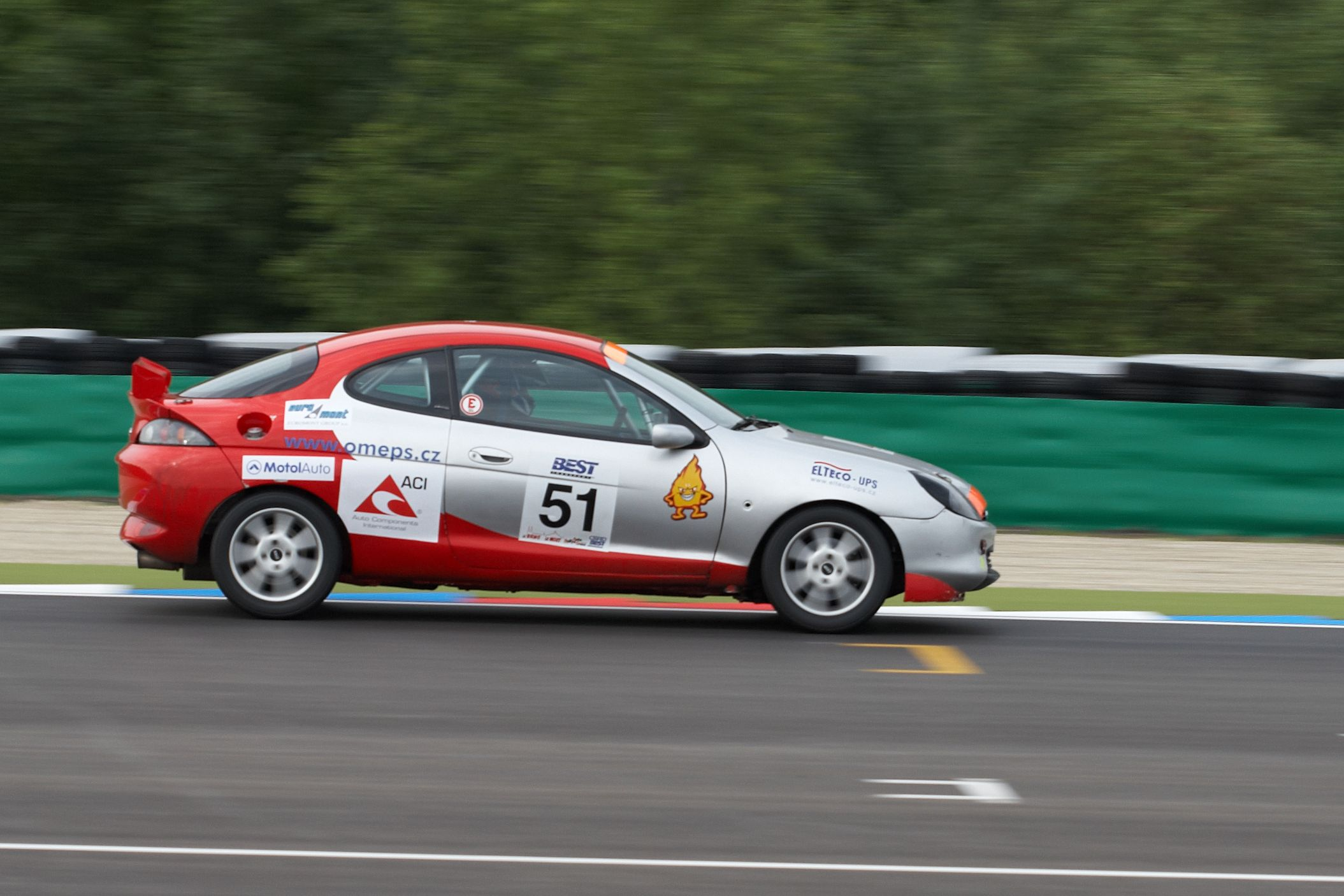
Ford Puma podczas wyścigu w 2008 roku

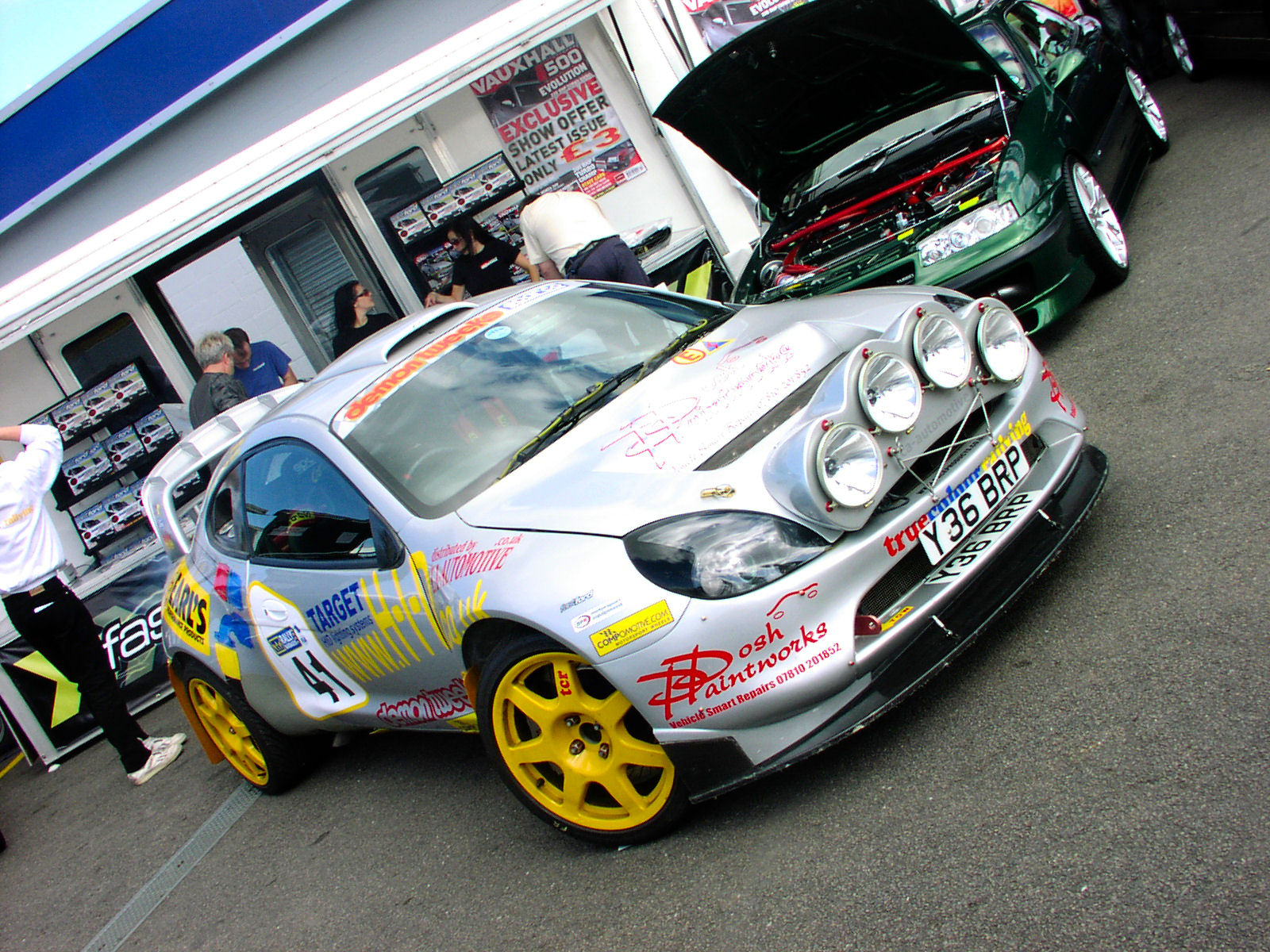
Ford Puma podczas Trax 2006

Ford wyprodukował odmianę Forda Pumy zaprojektowaną do startu w rajdach samochodowych w kategorii S1600. Samochód ten został wyposażony silnik benzynowy typu Zetec SE. Była to czterocylindrowa, 16-zaworowa jednostka o pojemności 1596 cm³ i mocy około 220 KM (160 kW) przy 9000 rpm. Ponadto, pojazd w tym wariancie wyposażono w napęd na przednie koła współpracujący z 6-biegową sekwencyjną skrzynią biegów Hewland.
Wśród innych modyfikacji specyficznych dla Pumy S1600 był mechanizm różnicowy o ograniczonym poślizgu, przednie zawieszenie stosujące rozpórki MacPherson, umieszczone z przodu hamulce Alcon 355 mm (14 cali) i cztero-tłokowe zaciski Alcon 260 mm (10 cali), a także przednie i tylne nadkola i zderzaki w kompozycie. Samochód oparto na kołach Tarmac 7" x 17" z felgami aluminiowymi.
Fordem Pumą (głównie modelem S1600) w rajdach brali udział następujący kierowcy:
- François Duval[25] w Rajdowych Mistrzostwach Świata 2001(m.in. Rajdzie Włoch, Hiszpanii, Grecji, Finlandii, Wielkiej Brytanii) oraz Rajdzie Włoch 2002, Rajdzie Hiszpanii 2002
- Simon Jean-Joseph w Rajdowych Mistrzostwach Świata 1999 (na odcinku/w Rajdzie Grecji i Rajdzie Finlandii)
- Martin Rowe w Rajdowych Mistrzostwach Świata 2001 (w rajdach: Monte Carlo, Hiszpanii, Grecji, Niemiec, Włoch i Wielkiej Brytanii) oraz Rajdzie Grecji 2002, Rajdzie Niemiec 2002
- Clive Jenkins w Rajdzie Hiszpanii 2001 i Rajdzie Grecji 2001 (JWRC)
- Patrick Magaud w Rajdzie Grecji 2001 i Rajdzie Włoch 2001 (JWRC)
- Alejandro Galanti w Rajdzie Finlandii 2001 i Rajdzie Wielkiej Brytanii 2001 (JWRC)
- Martin Stenshorne w Rajdzie Francji 2001
- Niall McShea w Rajdowych Mistrzostwach Świata 2001 (w Rajdzie Hiszpanii i Grecji)
- Kris Meeke w Rajdowych Mistrzostwach Świata 2002
- Alexander Foss w Rajdzie Grecji 2002
- Roger Feghali w Rajdzie Monte Carlo 2002
- Daniel Carlsson w Rajdzie Monte Carlo 2002
- Guy Wilks w serii Junior WRC w 2002 i 2003
- Beppo Harrach w Rajdzie Monte Carlo 2003
- Guy Wilks w 2003 w Rajdzie Turcji, Grecji, Finlandii, Włoch
- Abdo Feghali w Rajdzie Turcji 2003, Rajdzie Włoch 2003, Rajdzie Hiszpanii 2003
- Jari-Matti Latvala w Rajdowych Mistrzostwach Świata 2004 (na odcinku/w Rajdzie Monte Carlo)
- Conrad Rautenbach w Rajdowych Mistrzostwach Świata 2004 (na odcinku/w Rajdzie Monte Carlo)

## W kulturze popularnej
Ford Puma pojawił się w licznych grach komputerowych o tematyce motoryzacyjnej i sportów motorowych, jak m.in. Colin McRae Rally (Colin McRae Rally 2.0, Colin McRae Rally 3, Colin McRae Rally 04), Ford Racing 1, Ford Racing 3, Gran Turismo 2, Shox, Rally Championship Xtreme, V-Rally 3, Rallisport Challenge 2, Midnight Club II, R: Racing Evolution, Mobil 1 Rally Championship oraz w grach: Forza Horizon 4 z 2018 roku (po odblokowaniu po wygraniu jednego z wyścigów) i Forza Horizon 5 z 2021 roku.
W brytyjskiej reklamie Pumy wystąpił Steve McQueen, który w swoim garażu miał również Mustanga. Reklama miała nawiązywać do filmu Bullitt.